# Mgła przyziemna
Mgła przyziemna – rodzaj mgły ścielącej się cienką warstwą, głównie nad wodą i mokradłami. Jej grubość (wysokość) jest nieznaczna. Widoczność na wysokości ok. 1,5 m  nie przekracza 1 km. Powstaje w nocy i zanika zwykle zaraz po wschodzie Słońca.